# Adrogué
Adrogué est une ville dans la province de Buenos Aires, chef-lieu du partido d'Almirante Brown, en Argentine. Elle se situe dans la zone métropolitaine du Grand Buenos Aires, dans le sud de l'agglomération.

## Géographie
Adrogué est une banlieue de l'agglomération du Grand Buenos Aires qui se situe à 21 km au sud du centre-ville. Le territoire d'Adrogué forme un carré presque parfait ayant pour limites les rues 30 de Septiembre au nord (partageant ainsi une frontière avec le partido de Lomas de Zamora), Erezcano à l'est, Presidente Juan Domingo Perón au sud et l'avenue Hipólito Yrigoyen à l'ouest. Aucun cours d'eau ne traverse Adrogué. 

### Transports
La ville est reliée à Buenos Aires par la route provinciale 210, la route provinciale 16 et par la ligne de chemin de fer Roca (ligne Constitución-Mar del Plata-Miramar). 

## Toponymie
Esteban Adrogué, propriétaire foncier et fondateur de Lomas de Zamora, fit don des terrains pour la création de la gare Almirante Brown, mais celle-ci existait déjà, donc la gare prit le nom d'Adrogué. Néanmoins, la ville garda officiellement le nom Almirante Brown jusqu'à la fin des années 1990.

## Histoire
En 1873, le gouverneur Mariano Acosta approuva le projet de créer une ville au sud de Buenos Aires, et la nomma Almirante Brown. Le plan de la ville a été dessiné par Nicolás et José Canale, architectes italiens, eux-mêmes à l'origine de divers bâtiments publics d'Adrogué. On trouvait à Adrogué beaucoup de familles britanniques, ayant grandement influencé l'architecture de la ville entre la fin du XIXe siècle et le début du XXe siècle.

## Population et société
Sa population est de 28 265 habitants en 2001.
On trouve cinq hôpitaux et cliniques sur le territoire d'Adrogué.

## Économie
Bien qu'Adrogué soit une ville à majorité résidentielle, le centre-ville connaît une forte activité due à la présence de nombreux magasins, boutiques, et banques.

## Sports

### Football
On trouve un club de football à Adrogué : le Club Atlético Brown. L'équipe s'entraîne au stade Lorenzo Arandilla, situé dans un complexe sportif, au sud-est de la ville.

### Tennis
Adrogué dispose de son propre club de tennis, l'Adrogué Tennis Club. On trouve aussi plusieurs courts de tennis dans le complexe sportif.

## Culture et loisirs
On trouve le musée de La Cucaracha et une Maison de la Culture d'Almirante Brown. Il y a aussi deux cinémas, et plusieurs bibliothèques.

## Lieux et monuments
- Edificio Municipal, restauré en 1991.
- Castelforte (ancienne résidence des architectes Canale).
- Place Almirante Guillermo Brown.
- Adrogué Tennis Club (ancienne résidence d'Esteban Adrogué).
- École EGB 16 (ancienne résidence de Carlos Pellegrini).

## Personnalités
- Carlos Pellegrini (1846-1906) président de l'Argentine.
- Jorge Luis Borges (1899-1986) écrivain, a vécu son enfance à Adrogué.
- Ricardo López Murphy (né en 1951) économiste, ancien ministre de la Défense et candidat à la présidentielle.
- Pablo Riccheri (1859-1936) ancien ministre de la Défense.
- Juan Vital Sourrouille (né en 1940) ancien ministre de l'Économie.